# 王槐山
王槐山（1822年—1874年），清朝末年金融家，浙江余姚人。王是汇丰银行的第一任华人买办。

## 生平
王早年在上海的三余钱庄当跑街。王因钱庄业务关系，各方面接触广泛，结识了英国商人，当时任会德丰洋行大班的大卫·麦克利（David McLean）。
清朝同治二年（1863年），汇丰银行要开设上海分行，麦克林负责此事，但需要迅即回英国筹备准备金。但麦克林当时手头很紧，连回英国的路费都凑不齐，遂问王借2000两银子作回英国的盘缠。麦克林声明这英国一趟将旷日持久，最少也得六个月才能回上海，多则要九个月，但回到上海即会将这笔借款连本带息归还王，分文不少，决不拖欠。王槐山旋即答应借钱帮忙，但王自己是学徒出生，当时还一时拿不出这么多钱。王于是擅自从三余钱庄中抽调出一部分客户存款，借给麦克林作路费。
麦克林这一去果然旷日持久，很久都没有他的音讯。到了年底，三余钱庄结账，发现少了不少钱，王擅自挪用存款一事就这么暴露了。三余钱庄的老板正是王槐山的舅舅，但也不领情，开除了王。王只好回到余姚老家另谋出路。
1865年，麦克林从英国回到上海，出任汇丰银行上海分行的总经理。麦克林得知王槐山的遭遇后，感到十分愧疚，于是就将王请回上海，并邀他出任汇丰银行的首任买办。
王槐山曾因帮助清廷筹款，化解清廷财政燃眉之急，得清廷颁赐四品顶戴，并赏戴花翎。
王槐山做了近十年的汇丰银行买办，垒资逾百万两白银，是当时汇丰银行最大的华人股东。1874年，王槐山辞去汇丰银行买办的职务。